# Guido Pressler Verlag
Der Guido Pressler Verlag ist ein Fachverlag, insbesondere für Buchwissenschaft, Wissenschaftsgeschichte und Medizingeschichte. 
Der Verlag wurde 1957 in Wiesbaden gegründet und zog später nach Hürtgenwald um. Im Rahmen der Wissenschaftsgeschichte werden vom Verlag zwei Schriftenreihen herausgegeben: 
- Schriften zur Wissenschaftsgeschichte, hg. u. a. von Armin Geus
- Schriften zu Psychopathologie, Kunst und Literatur, hg. u. a. von Dietrich von Engelhardt und Horst-Jürgen Gerigk

Der Verlag ist u. a. auch dem bibliophilen Buch verpflichtet und wurde verschiedentlich von der Stiftung Buchkunst ausgezeichnet (z. B. Heinrich Hußmann, Über das Buch / Matthäus Roriczer, Büchlein von der Fialen Gerechtigkeit / Geometria Deutsch, hg. von F. Geldner).